# アルベルト・ラーデンブルク
アルベルト・ラーデンブルク(Albert Ladenburg、1842年7月2日 - 1911年8月15日)は、ドイツの化学者である。

## 生涯
マンハイムで、有名なユダヤ人の一族ラーデンブルク家に生まれた。マンハイムのギムナジウムで学んだ後、15歳以降はカールスルーエの技術学校で数学と近代言語学を学んだ。ハイデルベルク大学では、ロベルト・ブンゼンとともに化学と物理学を学んだ。ベルリンでも物理学を学び、ハイデルベルクで博士号を取得した。ヘントでは、6ヶ月の間、アウグスト・ケクレとともに仕事を行い、彼から構造理論を学んだ。彼らは、ベンゼンの構造について研究を行った。ラーデンブルクの提案したプリズム型の分子構造は、間違っていることが証明されたが、彼が提案した構造は1973年にプリズマンという分子として発見された。
彼はイングランドを訪れ、その後、アドルフ・ヴュルツ、シャルル・フリーデルとともに、パリで18ヶ月間、有機ケイ素化合物及びスズ化合物の研究を行った。その後、教職に就くために、ハイデルベルクに戻った。
1873年、キール大学の化学の教授となり、1889年にはブレスラウ大学に移った。1886年にイギリス薬学会の名誉会員となり、1889年に化学分野の業績でハンベリーメダルを受賞した。

プリズマン（ベンゼンの異性体

ラーデンブルクは、1880年にスコポラミンを初めて単離した。1900年には、ブレスラウ化学者共同体を組織し、1910年まで運営した。1905年には「有機化学、特に天然アルカロイド合成に関する研究」により、名誉あるデービーメダルを受賞した。
1904年には、宗教と科学の間の関係について著した著書を出版し、「科学と精神的生活及びキリスト教」というテーマを扱った。
息子のルドルフ・ラーデンブルクは、核物理学者である。

## 著書
- Entwicklungsgeschichte der Chemie von Lavoisier bis zur Gegenwart (History of the development of chemistry from Lavoisier to the present; 1868)
- Vorträge über die Entwicklungsgeschichte der Chemie in den letzten hundert Jahren. Vieweg, Braunschweig 1869. Digital edition of the University and State Library Düsseldorf.
- Handwörterbuch der Chemie (Handy Dictionary of Chemistry; collaborator, 13 vols., 1882–96)
- Religion und Naturwissenschaft: eine Antwort an Professor Ladenburg (1904)
- Vortraege ueber die Entwicklungsgeschichte der Chemie von Lavoisier bis zur Gegenwart . Vieweg, Braunschweig 4th ed. 1907 Digital edition of the University and State Library Düsseldorf
- Lebenserinnerungen (Reminiscences; 1912)

## 関連文献
- Dr. Leopold Ladenburg (his father): Stammtafel der Familie Ladenburg, Verlag J. Ph. Walther, Mannheim, 1882.
- Albert Ladenburg: Lebenserinnerungen, Trewendt & Granier, Breslau, 1912.